# 27 août 1963
Le 27 août 1963 est le 239e jour de l'année 1963 du calendrier grégorien. Il s'agit d'un mardi. 

## Événement
- Le Royaume du Cambodge rompt ses relations diplomatiques avec le Sud-Viêtnam, afin de maintenir une politique de neutralité dans le cadre de la Guerre froide[1]

## Télévision
- Diffusion de Cent ans d'amour sur RTF

## Naissance
- Vito De Filippo, homme politique italien
- Philippe Berbizier, joueur et entraîneur français de rugby à XV
- Chidi Imoh, athlète nigérian

## Décès
- W. E. B. Du Bois, sociologue et militant des droits civiques
- Seber Altube, écrivain, musicien et philologue basque espagnol
- Louis Dunoyer de Segonzac, physicien français
- Louis Buyat, homme politique français
- Garrett A. Morgan, créateur du masque à gaz
- Jean de Leusse, homme politique français
- Inayatullah Khan Mashriqi (en), mathématicien et homme politique indien, fondateur du mouvement des Khaksars